# 千葉公慈
千葉 公慈（ちば こうじ、1964年11月13日 - ）は、日本の仏教学者、東北福祉大学学長。専門はインド・チベット仏教教理学。

## 来歴
千葉県市原市生まれ。駒澤大学仏教学部仏教学科卒業。1993年同大学院人文科学研究科博士後期課程（仏教学専攻）満期退学。文学修士。1995年高崎福祉専門学校専任講師。1996年駒澤女子短期大学非常勤講師。2000年駒沢女子大学人文学部日本文化学科専任講師、2004年助教授、2011年教授に就任。近年は唯識思想と日本文化論を研究。市原市の曹洞宗宝林寺（第24世）住職。曹洞宗教誨師。
テレビ、雑誌、講演などで仏教の教えや生き方を説く。また民俗学や日本人の思想にも造詣が深い。市原市「いちはら観光大使」、千葉南税務署「税金広報大使」を務める。
2019年12月1日付で学校法人栴檀学園東北福祉大学学長ならびに仏教専修科長、仏教文化研究所所長に就任。
著書に『心と体が最強になる禅の食』『そうだったのか！お寺と仏教』『知れば恐ろしい日本人の風習』『心の花を咲かせる言葉』『運がよくなる仏教の教え』（萩本欽一との共著）など。

## 著書
- 千葉公慈, 来馬明規『祖師に学ぶ禁煙の教え : 卍山道白・面山瑞方語録より』仏教タイムス社、2010年。CRID 1130282271199239808。
- 千葉公慈『知れば恐ろしい日本人の風習 : 「夜に口笛を吹いてはならない」の本当の理由とは』河出書房新社、2012年。CRID 1130282272661755648。
- 千葉公慈『仏教から生まれた意外な日本語』河出書房新社、2013年。CRID 1130282269755334400。
- 萩本欽一, 千葉公慈『運がよくなる仏教の教え』集英社、2016年。CRID 1130282272328354560。* 千葉公慈『心と体が最強になる禅の食 : 道元禅師が説いた「食の教え」は人生を確実に変えていく』河出書房新社、2017年。CRID 1130000795232631552。

### 論文
- 千葉公慈「『修証義御和讃』に関する一考察(その1)」『宗学研究』第38号、曹洞宗総合研究センター、1996年3月、267-272頁、ISSN 02881683、CRID 1520853834001362816。
- 千葉公慈「瑜伽行派における止観考 (序)」『印度學佛教學研究』第46巻第1号、日本印度学仏教学会、1997年、344-342頁、doi:10.4259/ibk.46.344、ISSN 0019-4344、CRID 1390001205379273472。
- 千葉公慈「『修証義御和讃』に関する一考察(その2)」『宗学研究』第39号、曹洞宗総合研究センター、1997年3月、288-293頁、ISSN 02881683、CRID 1520853832943889408。
- 千葉公慈「瑜伽行派における止観考 (3)-sama-citta をめぐって-」『印度學佛教學研究』第47巻第1号、日本印度学仏教学会、1998年、338-335頁、doi:10.4259/ibk.47.338、ISSN 0019-4344、CRID 1390001205379396736。
- 千葉公慈「『修証義御和讃』の考察(3)自他不二の原理について」『宗学研究』第40号、曹洞宗総合研究センター、1998年3月、296-291頁、ISSN 02881683、CRID 1520290883909463936。
- 千葉公慈「初期唯識説における利他と空性の関係について」『印度學佛教學研究』第48巻第1号、日本印度学仏教学会、1999年、405-402頁、doi:10.4259/ibk.48.405、ISSN 00194344、CRID 1390282680355639168。
- 千葉公慈「唯識説における sama-citta についての一考察 : 特に『大乗荘厳経論』を中心として」『駒沢女子短期大学研究紀要』第32巻、1999年3月、149-161頁、doi:10.18998/00000567、ISSN 02884844、CRID 1390853649729292160。
- 千葉公慈「無執着の意味について-『大乗荘厳経論』を中心に-」『印度學佛教學研究』第49巻第2号、日本印度学仏教学会、2001年、913-910頁、doi:10.4259/ibk.49.913、ISSN 0019-4344、CRID 1390001205377863552。
- 千葉公慈「『秘義分別摂疏』における真如観について」『印度學佛教學研究』第52巻第1号、日本印度学仏教学会、2003年、376-373頁、doi:10.4259/ibk.52.376、ISSN 00194344、CRID 1390001205378058752。
- 千葉公慈「『舎利弗問経』試解」『駒沢女子短期大学研究紀要』第36巻、2003年3月、doi:10.18998/00000623、ISSN 02884844、CRID 1390853649729305728。
- 千葉公慈「アーラヤ識の存在証明 : 『秘義分別摂疏』の考察(8)」『駒沢女子大学研究紀要』第14巻、2007年12月、131-140頁、doi:10.18998/00001037、ISSN 13408631、CRID 1390290699776018560。
- 千葉公慈「『秘義分別摂疏』の考察 (10)」『駒沢女子大学研究紀要』第16巻、2009年12月、117-127頁、doi:10.18998/00001072、ISSN 13408631、CRID 1390572174752731008。
- 千葉公慈「初期仏典における布施の拒否に関する一考察」『駒沢女子大学研究紀要』第23巻、駒沢女子大学、2016年12月、1-13頁、doi:10.18998/00001244、ISSN 1340-8631、CRID 1390853649729536384。
- 川野誠子, 千葉公慈「『喫茶養生記』に対する医学と仏教学に基づく解析： II 腎臓その他 （禅籍への医科学的検証と仏教学的解釈の試み）」第25巻、駒沢女子（短期）大学 学長 光田 督良、2018年12月、doi:10.18998/00001310、ISSN 1340-8631、CRID 1390853649729046784。

## 出演・講演

### ラジオ
- 私の書いたポエム（ラジオNIKKEI第1、2018年4月2日 - 2020年3月29日）番組内コーナー担当「千葉公慈の公慈苑」[7]

### 講演
- 「千葉公慈氏講演会-お寺に出かけよう-楽しいお経の物語」2017.3.18～瑞岩寺[8]
- 「千葉南税務署・広報大使が講演」2017.11[9]
- 「人の心とは何だろう、記念講演」2018.2～八戸市教育委員会[10]
- 「法話」2018.6～千葉県経営者協会印旛支部 [11]
- 「禅の教えから坐禅の作法まで」調布市文化会館[12]